# Карагандинська ТЕЦ-1
Карагандинська ТЕЦ-1 — теплова електростанція в центральній частині Казахстану.
В 1960—1964 роках на майданчику станції ввели в дію шість парових котлів виробництва Барнаульського котельного заводу типу БКЗ-50-39Ф продуктивністю по 50 тонн пари на годину. Вони живили п'ять парових турбін — одну Брянського машинобудівного заводу типу ПТ-12-35 потужністю 12 МВт (введена в 1960-му, станційний номер 1) та чотири Калузького турбінного заводу типу ПР-6-1 потужністю по 6 МВт (по дві стали до ладу в 1962 та 1966 роках, номери 2 — 5). Таким чином, електрична потужність ТЕЦ досягнула 36 МВт при тепловій потужності на рівні 160 Гкал/год.
В 1967—1969 роках теплову потужність станції підсилили трьома водогрійними котлами від Бійського котельного заводу типу ПТВМ-100 продуктивністю по 100 Гкал/год.
Як паливо ТЕС споживає вугілля.
Для видалення продуктів згоряння звели два димаря висотою 60 та 100 метрів.